# Brzeźnik (województwo dolnośląskie)
Brzeźnik (dawniej niem. Birkenbrück) – wieś w Polsce położona w województwie dolnośląskim, w powiecie bolesławieckim, w gminie Bolesławiec.

## Położenie
Brzeźnik to duża wieś o długości około 1,8 km, leżąca na Pogórzu Izerskim, na północnym skraju Niecki Lwóweckiej, na wysokości około 205–220 m n.p.m. Przez miejscowość przebiega droga krajowa DK94.

## Podział administracyjny
W latach 1975–1998 miejscowość administracyjnie należała do województwa jeleniogórskiego.

## Historia
Od XIV do V wieku p.n.e. w okolicach Brzeźnika zamieszkiwali Łużyczanie, na co wskazują pozostawione ślady osad i cmentarzysk. Miejscowość założono około roku 1228. W latach 1265–1810 stanowiła własność klasztoru magdalenek w Nowogrodźcu. W maju 1510 w pobliżu wsi banda rycerzy-rabusiów ograbiła wozy z kosztownościami należącymi do polskiego króla Zygmunta Starego.

## Zabytki
- Kościół Matki Boskiej Nieustającej Pomocy.